# Ebro Van
L'Ebro Van és un projecte de vehicle furgoneta amb motor elèctric ideat pel fabricant d'automòbils EV Motors. La marca compta també amb els vehicles crossovers Ebro S700 i Ebro S800, així com el projecte de camioneta Ebro.
Es preveu que es fabriqui a la planta d'EV Motors de Barcelona a partir de 2027.